# Гавриила Игнятович
Гавриила Игнятович (на сръбски: Гаврила Игњатовић) е игуменка на Раваница манастир в периода 1958 – 2005 година.

## Биография
Игуменка Гавриила в света Равијојла Игнятович е родена в Чукоевац биз Кралево, на 15 октомври 1920 г. в семейството на Станимир, човек с висока духовност, жив ум и всестранни дарования. Майка ѝ Полексия е вярна помощница на своя съпруг в трудния житейски път на семейството.
През 1945 г. постъпва в Белградски университет, където се дипломира. Епископ Хризостом 16 май 1956 г. в Манастир Раваница постригва в монашество Равијојла Игнятович и като дава името Гавриила.
На 6 август 1958 г. монахиня Гавриила (Игнятович) е възведена в игуменски сан в Манастир Раваница. Изпълнена с плодовете на Духа, матушка Гавриила се преставя в Господа на 10 януари 2005 г., в, оставяйки след себе си светла и неизгладима памет.